# HD138406
HD138406 — хімічно пекулярна зоря спектрального класу A0, що має видиму зоряну величину в смузі V приблизно  6,9.
Вона  розташована на відстані близько 918,8 світлових років від Сонця.